# Marek Kolbowicz
Marek Antoni Kolbowicz (Stettino, 11 giugno 1971) è un canottiere polacco, specializzato nel 4 di coppia, disciplina in cui si è aggiudicato un titolo olimpico e quattro ori, un argento e un bronzo mondiale. Nel 1998 ha vinto anche un bronzo mondiale nel 2 di coppia.

## Palmarès
- Olimpiadi

Pechino 2008: oro nel 4 di coppia.
- Campionati del mondo di canottaggio

1998 - Colonia: bronzo nel 2 di coppia.
2002 - Siviglia: argento nel 4 di coppia.
2003 - Milano: bronzo nel 4 di coppia.
2005 - Kaizu: oro nel 4 di coppia.
2006 - Eton: oro nel 4 di coppia.
2007 - Monaco di Baviera: oro nel 4 di coppia.
2009 - Poznań: oro nel 4 di coppia.